# Rainer Behrends (Fußballspieler)
Rainer Behrends (* 11. Oktober 1951 in Hannover) ist ein deutscher Fußballtrainer und ehemaliger Fußballspieler.

## Werdegang

### Spieler
Der ehemalige Jugendnationalspieler spielte von 1972 bis 1974 beim OSV Hannover in der zweitklassigen Regionalliga Nord. Für den OSV kam Behrends zu 60 Einsätzen, in denen er 8 Tore schoss. Danach wechselte er zum VfL Wolfsburg, mit dem er nach der Saison 1974/75 aus der 2. Bundesliga abstieg. Behrends kehrte daraufhin nach Hannover zurück und schloss sich dem SV Arminia an, für den er bis 1981 auflief. Insgesamt kam Behrends auf 139 Spiele in der 2. Fußball-Bundesliga, Staffel Nord, bei denen er 23 Tore erzielte.

### Trainer
Im Jahre 1986 übernahm Rainer Behrends den Bezirksligisten Sportfreunde Ricklingen. Den Verein aus dem Süden Hannovers führte er bis zu seinem Abschied im Jahr 1996 in die damals drittklassige Regionalliga Nord. Außerdem führte er sein Team in den Jahren 1992 und 1993 zum Niedersachsenpokalsieg. Im Jahre 1996 kehrte Behrends zu Arminia zurück und führte die Mannschaft zum Regionalligaaufstieg. Nach einer zwischenzeitlichen Rückkehr nach Ricklingen übernahm er im Januar 2010 den Hannoverschen SC. Unter seiner Leitung stieg der Verein 2016 in die Oberliga Niedersachsen auf.
Seit 2017 ist Behrends Trainer beim Kreisligisten TuS Wettbergen.

### Nationalmannschaft
Für die Sportfreunde Ricklingen machte Behrends als 15-Jähriger an der Seite von Uli Hoeneß drei Schülerländerspiele. Zur Vorbereitung auf das UEFA-Juniorenturnier 1969 in der DDR wurde er am 22. September 1968 in Augsburg gegen Jugoslawien (1:4) in der A-Jugendnationalmannschaft eingesetzt. Mitspieler waren unter anderem Bernd Schrage, Rolf Rüssmann, Paul Breitner, Klaus Scheer und wiederum Uli Hoeneß.